# Nick Waterhouse

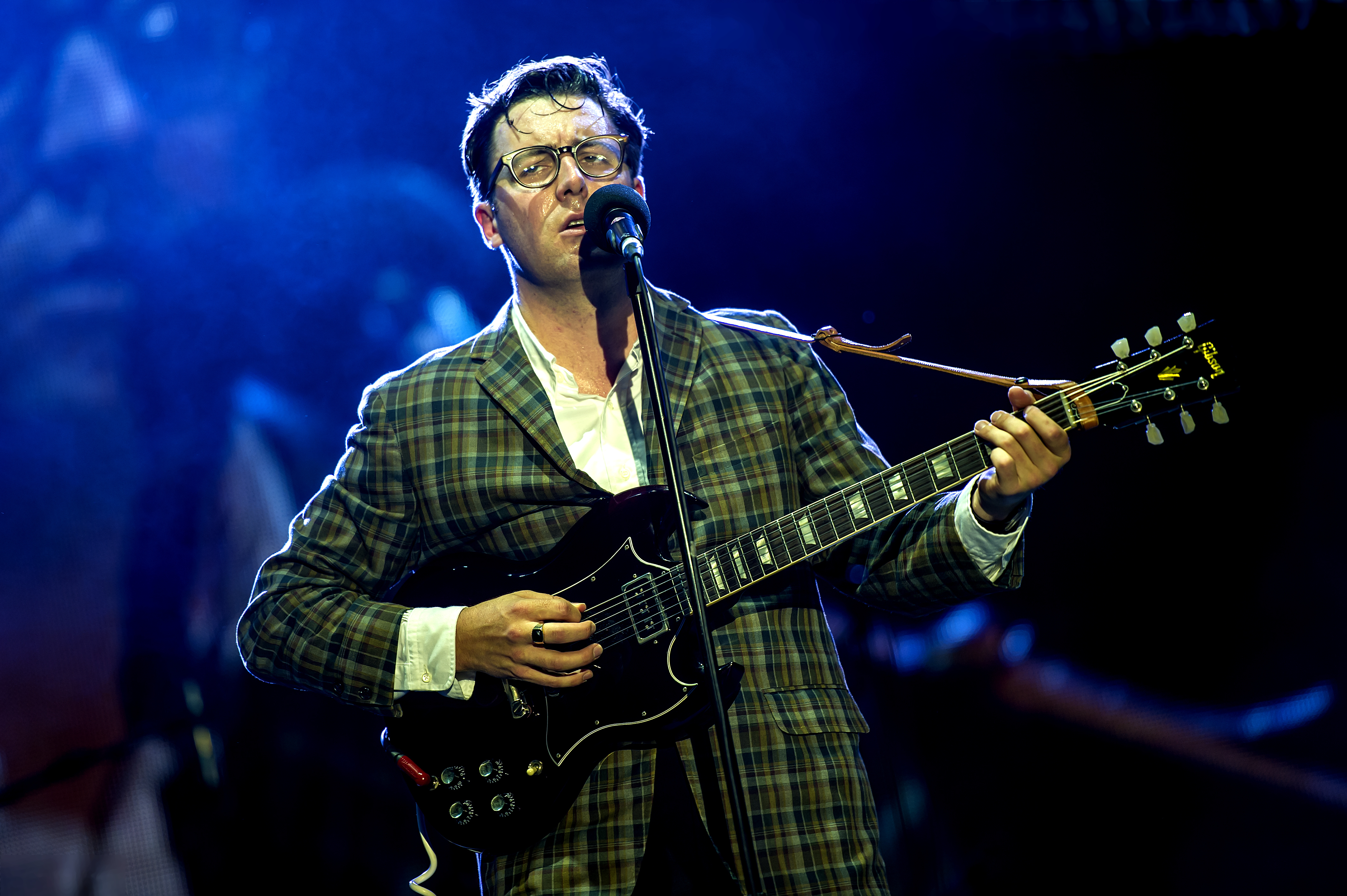
Nick Waterhouse (2016)

Nick Waterhouse (* 8. Februar 1986 in Santa Ana, Kalifornien) ist ein US-amerikanischer Musiker, Songwriter und Musikproduzent. Sein Musikstil bewegt sich zwischen Blues, Soul und Jazz. 

## Karriere
Nick Waterhouse spielt Gitarre und begann seine Karriere als DJ.
Mitte der 2010er Jahre war er solo mit den Alben Holly und Never Twice in den US-R&B-Charts erfolgreich. 2016 nahm er den Song Katchi zusammen mit Leon Bridges auf. Das französische DJ-Duo Ofenbach erstellte im Jahr darauf einen Remix. Sie hatten damit einen großen Hit in Frankreich und den benachbarten Ländern und machten damit auch Waterhouse in Europa bekannt. 2019 konnte er mit einem nach ihm benannten Album eine Platzierung in den deutschen Charts erreichen.

## Diskografie
- Time’s All Gone (2012)
- Holly (2014)
- Never Twice (2016)
- Nick Waterhouse (2019)
- Live At Pappy & Harriet's: In Person From The High Desert (2020)
- Promenade Blue (2021)
- The Fooler (2023)

## Auszeichnungen für Musikverkäufe
| Goldene Schallplatte - Kanada - 2018: für die Single Katchi - Polen - 2018: für die Single Katchi | 2× Platin-Schallplatte - Italien - 2018: für die Single Katchi Diamantene Schallplatte - Frankreich - 2018: für die Single Katchi |

Anmerkung: Auszeichnungen in Ländern aus den Charttabellen bzw. Chartboxen sind in ebendiesen zu finden.
| Land/RegionAuszeichnungen für Musikverkäufe (Land/Region, Auszeichnungen, Verkäufe, Quellen) | Gold     | Platin     | Diamant  | Verkäufe | Quellen           |
| -------------------------------------------------------------------------------------------- | -------- | ---------- | -------- | -------- | ----------------- |
| Deutschland (BVMI)                                                                           | —        | Platin1    | —        | 400.000  | musikindustrie.de |
| Frankreich (SNEP)                                                                            | —        | —          | Diamant1 | 233.333  | snepmusique.com   |
| Italien (FIMI)                                                                               | —        | 2× Platin2 | —        | 100.000  | fimi.it           |
| Kanada (MC)                                                                                  | Gold1    | —          | —        | 40.000   | musiccanada.com   |
| Österreich (IFPI)                                                                            | —        | Platin1    | —        | 30.000   | ifpi.at           |
| Polen (ZPAV)                                                                                 | Gold1    | —          | —        | 10.000   | olis.pl           |
| Schweiz (IFPI)                                                                               | —        | Platin1    | —        | 20.000   | hitparade.ch      |
| Insgesamt                                                                                    | 2× Gold2 | 5× Platin5 | Diamant1 |          |                   |